# Lost and Love
Pour plus de détails, voir Fiche technique et Distribution.
Lost and Love (失孤, Shi gu) est un film dramatique sino-hongkongais écrit et réalisé par Peng Sanyuan et sorti en 2015 en Asie. Il est inspiré de l'histoire vraie de l'enlèvement d'un enfant lorsqu'un habitant du Hubei a retrouvé son fils, disparu depuis trois ans, après qu'un étudiant ait reconnu l'enfant sur un message de Sina Weibo.
Il totalise 34 930 117 US$, de recettes pour un budget de 10 à 25 millions US$.

## Synopsis
Un jour de 1999, lorsque Soni, son fils de deux ans, disparaît, Lei Zekuan (Andy Lau), un fermier de l'Anhui, commence un périple de quinze ans à sa recherche. Sur son chemin, il rencontre Zeng Shuai (Jing Boran), un jeune mécanicien automobile qui a été enlevé alors qu'il était enfant et qui cherche également ses parents.

## Fiche technique
- Titre original : 失孤
- Titre international : Lost and Love
- Réalisation : Peng Sanyuan
- Scénario : Peng Sanyuan
- Photographie : Mark Lee Ping Bin
- Montage : Angie Lam
- Musique : Zbigniew Preisner
- Production : Wang Zhonglei, Chan Pui-wah et Zhang Dajun
- Société de production : Focus Group Holdings Limited, Huayi Brothers, Beijing Yuanhesheng Entertainment, Chongqing Film Group, Xiamen Navigation Media, Good Friends Entertainment et Huayi Brothers International
- Société de distribution : Huayi Brothers (Chine) et Edko Films (Hong Kong)
- Pays d'origine :  Hong Kong et  Chine
- Langue originale : mandarin et dialectes sichuanais (en)
- Format : couleur
- Genre : drame
- Durée : 108 minutes
- Dates de sortie :
  -  Australie : 19 mars 2015
  -  Chine et  États-Unis : 20 mars 2015
  -  Hong Kong et  Singapour : 26 mars 2015

## Distribution
- Andy Lau : Lei Zekuan
- Jing Boran : Zeng Shuai
- Tony Leung Ka-fai : un agent de la circulation de Chongqing (caméo)
- Sandra Ng : une trafiquante d'humains (caméo)

## Production
Le réalisateur Peng Sanyuan révèle que le rôle de Lei Zekuan est fait sur mesure pour Lau.
Le tournage commence le 10 mars 2014 à Quanzhou dans le Fujian. Outre Quanzhou, le tournage a également lieu dans de nombreuses provinces, y compris dans les zones rurales montagneuses du sud-ouest où les conditions sont difficiles.Le tournage à Quanzhou attire de nombreux spectateurs dans les rues car les admirateurs de Lau sont impatients de voir leur idole dans son nouveau personnage pour le film et de prendre des photos. Cela entraîne des embouteillages importants et certains admirateurs grimpent même dans les arbres juste pour apercevoir Lau.
Le 14 avril, l'équipe se déplace à Nanchang dans le Jiangxi où Lau tourne une scène à la gare dans laquelle il colle des affiches de personnes disparues sur les piliers avant d'être poursuivi par des agents de sécurité en uniforme. Bien que la scène ait attiré l'attention du public, personne n'a été capable de reconnaître Lau.
Le tournage se déplace à Chongqing le 29 avril. Sur place, un incident a lieu lorsqu'une journaliste est blessée alors qu'elle fuyait des membres de l'équipe l'ayant découverte en train de prendre des photos sans autorisations. Un autre incident se produit le 17 mai lors du tournage à Chengdu quand un membre de l'équipe se dispute avec une spectatrice. Le membre de l'équipe est vu en train de pousser la femme par terre et de se battre avec elle. Par la suite, Lau, qui a tout vu, est aperçu en train de reprocher ses erreurs au membre de l'équipe.
Après deux mois et demi de tournage dans toute la Chine, Lost and Love est achevé le 23 mai à Chengdu. Avant que Lau ne quitte la ville deux jours après, il organise une rencontre avec ses admirateurs.

## Sortie
Le 8 mai 2014, la Huayi Brothers annonce 32 films destinés à la production et à la distribution. Son film Lost and Love doit sortir en septembre 2014. Le 15 janvier 2015, il est annoncé que la sortie du film est prévue pour le 20 mars 2015.

## Accueil

### Critique
Lost and Love reçoit des critiques généralement positives à sa sortie. Maggie Lee de Variety Film Reviews (en) donne au film une critique positive et écrit : « Malgré certaines scènes trop sentimentales, Peng réalise un équilibre délicat entre des réalités sombres et une attitude affirmative, couronnée par une catharsis prévisible mais nécessaire ». Dans la critique de Clarence Tsui pour The Hollywood Reporter, il fait principalement l'éloge de la photographie de Mark Lee Ping Bin et écrit : « Ces représentations luxuriantes de villes et de paysages comblent les espaces entre les moments dramatiques de l'intrigue du film, faisant doucement avancer l'histoire tout en faisant allusion au climat social actuel ». Joe Bendel de Libertas Film Magazine (en) donne au film une note de B+ et loue les prestations des acteurs Andy Lau et Jing Boran, la direction du réalisateur Peng et la photographie de Lee, et conclut son compte-rendu en écrivant « Malgré quelques points faibles, Lost and Love est un drame rafraîchissant, mature et accessible, recommandé au grand public ». Tom Keogh du Seattle Times donne la note de 3 étoiles sur 4 et écrit « Le scénariste-réalisateur Peng Sanyuan parcourt gracieusement des changements d'humeur et de tonus en constante évolution, reflet des émotions compréhensibles et mercurielles des deux personnages principaux du film, Lei, un homme d'âge moyen (la superstar Andy Lau de Hong Kong) et Ceng, 20 ans (Jing Boran) ». James Verniere du Boston Herald attribue au film une note de A et reconnait la prestation de Lau comme « la raison de voir » Lost and Love, « un puissant drame chinois sur le problème de l'enlèvement des enfants » et le décrit comme « un film qui plaira à tout le monde ».

### Box-office
Lost and Love rapporte 18,17 millions US$ lors de son premier week-end, terminant à la deuxième place du box-office chinois derrière le film hollywoodien Cendrillon. Au cours de sa deuxième semaine, le film tombe à la troisième place, récoltant 5,31 millions US$ entre le 27 et le 29 mars. Après dix jours d'exploitation, le film rapporte 32 millions US$.
Au cours du premier week-end de sa sortie limitée en Amérique du Nord, Lost and Love rapporte environ 85 000 US$ dans 24 salles.
En mai 2015, le film a rapporté au total 34 180 000 US$ en Chine, 345 228 US$ à Hong Kong, 118 792 US$ en Malaisie, 14 787 US$ en Nouvelle-Zélande et 82 553 US$ et 188 817 US$ en Amérique du Nord.

## Récompenses et nominations
| Prix et nominations                     | Prix et nominations                     | Prix et nominations | Prix et nominations |
| Cérémonie                               | Catégorie                               | Récipiendaire       | Issue               |
| --------------------------------------- | --------------------------------------- | ------------------- | ------------------- |
| 35e cérémonie des Hong Kong Film Awards | Meilleur acteur                         | Andy Lau            | Nomination          |
| 30e cérémonie des Coqs d'or             | Meilleur premier film                   | Peng Sanyuan        | Nomination          |
| 30e cérémonie des Coqs d'or             | Meilleur acteur                         | Andy Lau            | Nomination          |
| 30e cérémonie des Coqs d'or             | Meilleur acteur dans un rôle secondaire | Jing Boran          | Nomination          |
| 30e cérémonie des Coqs d'or             | Meilleure photographie                  | Mark Lee Ping Bin   | Nomination          |
| 16e cérémonie des Huabiao Awards        | Meilleur acteur                         | Andy Lau            | Lauréat             |